# Macroglossum lineata
Macroglossum lineata är en fjärilsart som beskrevs av Lucas. Macroglossum lineata ingår i släktet Macroglossum och familjen svärmare. Inga underarter finns listade i Catalogue of Life.